# Canavalia obidensis
Canavalia obidensis är en ärtväxtart som beskrevs av Adolpho Ducke. Canavalia obidensis ingår i släktet Canavalia och familjen ärtväxter. Inga underarter finns listade i Catalogue of Life.